# Снеговики (Доктор Кто)
«Снеговики» (англ. The Snowmen) — рождественский спецвыпуск британского научно-фантастического телесериалa «Доктор Кто». Серия была впервые показана 25 декабря 2012 года на канале BBC One. Это восьмой рождественский спецвыпуск, вышедший после возрождения сериала в 2005 году, и первый — выпущенный в рамках сезона. Режиссёром эпизода был назначен Сол Мецстин, сценарий написал шоураннер сериала Стивен Моффат. В съёмках эпизода приняли участие следующие актёры: Мэтт Смит, Нив Макинтош, Кэтрин Стюарт, Дэн Старки, Дженна Коулман, Иэн Маккелен, Ричард Э. Грант и др.
В «Снеговиках» была представлена новая спутница Доктора — Клара Освин Освальд, которая является точным двойником персонажа «Изолятора далеков» по имени Освин Освальд. На самом деле это уже третья версия Освальд, если считать «настоящую» Клару, которая появится в следующем эпизоде. Кроме спутника, сменились также и внутренний интерьер ТАРДИС, основная тема сериала (включая музыку) и костюм Доктора. Спецвыпуск снимался в августе 2012 года в Бристоле и Ньюпорте. Его посмотрело 9,87 миллионов британцев, он получил преимущественно положительные отзывы от критиков. Рецензенты хорошо приняли Клару, однако персонажей Гранта и Маккелена посчитали «несостоявшимися злодеями», а сюжет — плохо проработанным (главным образом, из-за того, что слишком много внимания было уделено персонажам).

## Сюжет

### Приквелы
В целях продвижения рождественского спецвыпуска было выпущено три приквела. Первый из них, «Великий сыщик», вышел 16 ноября 2012 года в рамках телемарафона 2012 года «Дети в нужде». По сюжету, силурианка мадам Вастра, её жена-человек Дженни Флинт и дворецкий Стракс находят четвёртого члена своей команды, чья фигура скрывается в тени. Они описывают ему множество странных явлений, хотя и допускают, что у них может быть вполне нормальное объяснение. В ответ их собеседник выходит на свет, показывает своё лицо — лицо Доктора — и сообщает им, что он больше не занимается подобными вещами, что он в отставке.
Второй приквел, получивший название «Следствие ведёт Вастра», доступен через сеть Интернет, начиная с 17 декабря 2012 года. Мадам Вастра, раскрыв очередное преступление, извиняется перед инспектором Скотланд-Ярда за то, как Стракс обращается с арестантом. Она объясняет ему, что их дворецкий на самом деле пришелец, а не турок, как предположил инспектор, а сама Вастра не страдает заболеванием кожи, а является представительницей древней расы людей-рептилий. Кроме того, раскрывается, что её разбудили при расширении Лондонской подземки и силурианка была не в восторге от общества людей, пока не влюбилась в Дженни. Оставив инспектора осмысливать полученную информацию, они уезжают на карете, обсуждая депрессию Доктора. Начинается снег, хотя на небе нет ни единого облака.
Третий приквел, «Битва в Прибежище демонов — Два дня спустя», был опубликован на сервисах iTunes и Amazon Video 25 марта 2013 года. Этот трёхминутный ролик был создан, чтобы объяснить зрителям, каким образом Стракс выжил после событий серии «Хороший человек идёт на войну» и оказался в Лондоне XIX века. Спустя два дня после битвы на астероиде Прибежище демонов Стракс очнулся в медотсеке и выяснил, что полностью здоров и может вернуться к своим обязанностям. Однако Вастра и Дженни предлагают сонтаранцу альтернативу — отправиться с ними в викторианский Лондон и помогать в расследованиях преступлений. Стракс соглашается, но при одном условии — он должен иметь возможность демонстрировать боевую мощь Сонтаранской империи.

### Синопсис
В 1842 году где-то в Англии мальчик по имени Уолтер лепит снеговика. Взрослые беспокоятся за него, так как мальчик не играет с другими детьми, но странный голос, наоборот, одобряет его поведение: «Тебе больше никто не нужен» — и обещает помочь ему. Проходят годы, Уолтер вырастает, теперь он — доктор Симеон, глава Института «Великий Разум» (англ. The Great Intelligence). Он нанимает людей, чтобы собирать образцы снега из округи, а затем скармливает работников живым снеговикам. Тем не менее никто, кроме мадам Вастры, Дженни Флинн и Стракса, не пытается исследовать деятельность Института.
Девушка по имени Клара Освин Освальд подменяет подругу, работая официанткой в местном пабе. Отлучившись во двор, она замечает, что буквально за мгновение там появился снеговик. Она обращается к тёмной фигуре поблизости, решив, что это она слепила снеговика. Тёмная фигура оказывается Доктором, который уже долгие годы живёт в викторианском Лондоне, скорбя по своим пропавшим спутникам. Доктор уходит, но Клара, заинтересовавшись им, отправляется следом. В результате Повелителю Времени приходится использовать паразита, питающегося памятью, чтобы заставить Клару забыть о встрече с ним — из-за глупости Стракса затея проваливается. Кроме того, на них нападает толпа снеговиков, которые возникают тогда, когда Клара думает о них. Доктор учит её, как противостоять этому, но в результате не может больше использовать паразита памяти, так как это подвергнет девушку опасности. Повелитель Времени просит Клару забыть о нём и направляется в ТАРДИС, припаркованную на облаке, на самом верху невидимой лестницы. Первоначально девушка снова следует за ним, даже стучится в дверь машины времени, но практически сразу убегает. Она возвращается на свою прежнюю работу — в качестве гувернантки детей капитана Латимера.
Незадолго до этого Латимера посетил доктор Симеон, так как бассейн во дворе особняка замёрз, впервые со дня гибели предыдущей гувернантки. Предшественница Клары была очень строгой и вспыльчивой и примерно за год до событий спецэпизода утонула в том самом бассейне, но нашли её только после того, как растаял лёд. Латимер не доверяет Симеону, и тот, всучив свою визитку, покидает дом. Клара узнаёт, что дочери капитана, Франческе, снятся кошмары о погибшей гувернантке, о её возвращении из мёртвых. Кроме того, когда снег вокруг растаял. вода в бассейне осталась замёрзшей. Поэтому Клара отправляется к Вастре, та объясняет девушке ситуацию и даёт тест: выбрать одно лишь слово, способное заинтересовать Доктора. Клара выбирает слово «бассейн» (англ. pond представляет собой игру слов — с одной стороны, это «пруд, бассейн», с другой — фамилия Эми, предыдущей спутницы Повелителя Времени). Это слово действительно заставляет Доктора встрепенуться и проявить интерес к происходящему.
Повелитель Времени пробирается в дом Симеона, представившись Шерлоком Холмсом. Там он обнаруживает большой стеклянный глобус, в котором находится снег с телепатическим полем, он же Великий Разум, сознание, которое общается с Уолтером Симеоном с самого его детства. Выясняется, что это Великий Разум управляет всеми снеговиками и его очень интересует тот самый бассейн в доме Латимеров. Недалеко от этого водоёма Клара укладывает спать детей, а чтобы они не боялись, рассказывает им «правдивую историю» о «Докторе, который живёт на тучке и не даёт детям видеть кошмары». В это время Великий Разум, используя рекомбинированную ДНК предшественницы Клары, создаёт ледяную даму, которая врывается в детскую, выкрикивая строгие замечания. Однако её останавливает Доктор, разрушив при помощи звуковой отвёртки. После этого прибывают Вастра, Дженни и Стракс, а немногим позже — доктор Симеон с целой армией живых снеговиков. Злодей требует отдать ему ледяную даму или то, что от неё осталось. Между тем дама восстанавливается, и звуковая отвёртка на неё больше не действует. Доктор и Клара бегут на крышу особняка, а оттуда по невидимой лестнице к ТАРДИС. Сначала Клара думает, что это всего лишь маленькая будка, но Доктор демонстрирует ей огромные внутренние помещения (с полностью обновлённым интерьером), ошарашенная девушка говорит: «Она меньше снаружи, чем внутри». Повелитель Времени даёт ей ключ от машины времени, но тут нападает ледяная дама и вместе с Кларой падает с большой высоты и разбивается о землю.
Доктор относит еле живую девушку в дом Латимеров, где её жизнь поддерживает инопланетная система жизнеобеспечения. Сам же Повелитель Времени собирает осколки ледяной дамы и вместе с Вастрой отправляется в дом Симеона. Там он быстро разбирается, что Великий Разум на самом деле говорит детским голосом, голосом маленького Уолтера, и с самого его детства является отражением тёмной стороны Симеона. Обманув злодея, Доктор вынуждает его заглянуть в коробку, куда якобы собраны обломки дамы, но там оказывается лишь паразит памяти, который кусает Уолтера за руку — практически вся жизнь Симеона стирается за несколько секунд. Но Великий Разум уже научился существовать независимо от человеческого сознания — он поднимает тело бывшего союзника и заставляет его напасть на Доктора. В этот момент, понимая, что Клара не выживет, Латимеры начинают оплакивать её — их эмоции настолько сильны, что весь снег, находящийся под контролем Великого разума, превращается в дождь из слёз. Силурианка и Повелитель Времени спешат к умирающей.
Клара умирает на руках Доктора, произнеся единственную фразу: «Беги, умник, и помни». Её хоронят, на надгробной плите Повелитель Времени видит полное имя — Клара Освин Освальд. Он сразу понимает, что эта та же самая девушка, которую он встретил на Изоляторе (события эпизода «Изолятор далеков»). Пылая энтузиазмом, Доктор дёргает рычаги консоли ТАРДИС и отправляется искать другие воплощения своей спутницы. Спустя десятилетия мимо надгробия гувернантки Латимеров проходит молодая девушка — она поворачивается, и зритель видит лицо Клары.

### Связь с другими сериями
- В конце эпизода Доктор держит визитку Симеона и читает название его предприятия — Институт «Великий разум» — и пытается вспомнить, где он это уже слышал[№ 2]. На самом деле с Великим разумом встречался Второй Доктор в сериях «Ужасные снежные люди» (1967) и «Паутина страха» (1968), события которых происходят в 1930-х и 1960-х годах соответственно[7] — в обеих сериях сознание использует робота-йети для нападений. В «Снеговиках» Одиннадцатый Доктор показывает Разуму коробку с изображённой на крышке картой Лондонского метрополитена 1967 года[8]. При этом Повелитель Времени объясняет, что именно в этой карте кроется «главная слабость столицы», вероятно, невольно вызвав события «Паутины страха»[№ 3][9].
- Это уже второй эпизод, в котором появилась девушка по фамилии Освальд в исполнении Дженны-Луизы Коулман. Впервые это произошло в премьерном эпизоде седьмого сезона, среди персонажей которого была Освин Освальд, член экипажа разбившегося на Изоляторе космического корабля «Аляска»[10]. На связь между персонажами намекает то, что второе имя Клары — Освин, и она к тому же любит готовить суфле. Кроме того, в конце появляется ещё одна девушка с тем же лицом. В сюжете не объясняется, как эти три персонажа связаны, но вышеуказанные намёки говорят о том, что связь весьма вероятна[11][12].
- Когда Клара спрашивает Доктора, почему он не хочет с ней познакомиться, тот отвечает ей, что «те дни давно прошли». То же самое Повелитель Времени говорит Крэйгу Оуэнсу в эпизоде «Время на исходе» в ответ на утверждение Крэйга о том, что «Доктор всегда побеждает»[13].
- На надгробной плите Клары Освин Освальд видно, что она родилась 23 ноября. 23 ноября 1963 года вышел самый первый эпизод «Доктора Кто»[13].

## Производство

### Работа над сценарием и производственный дизайн
Сценарист Стивен Моффат признался, что хотел сделать в новом рождественском спецвыпуске что-нибудь «эпичное». В то же время история должна была поведать зрителю о том, как Доктор перенёс потерю своих предыдущих спутников; по словам Моффата: «Думается, что, в конце концов, он достиг того момента в жизни, когда нужно сказать: „Дружить с кем-то — значит в будущем потерять его. Лучше, если я побуду некоторое время один“». Шоураннер, описывая это состояние, сравнил чувства Одиннадцатого Доктора с теми, которые были у Первого (Уильям Хартнелл) и Девятого Докторов (Кристофер Эклстон) в первых сериях с ними. Также он упомянул, что в 1970-х идею Доктора в отставке предложил Дуглас Адамс, однако тогда создатели отклонили её. «Снеговиков», продолжающих сюжет первых пяти эпизодов седьмого сезона, афишировали как полноценный фильм. В Radio Times был опубликован промопостер, на котором изображены Доктор и Клара, поднимающиеся по лестнице в ТАРДИС.
В эпизоде произошло несколько конструктивных изменений. Так, в «Снеговиках» изменился внутренний облик ТАРДИС. Обновлённый интерьер ТАРДИС, по мнению Моффата, является «прогрессивной причудой» и больше напоминает не машину, а своего рода «волшебное место». Дизайн интерьера был разработан главным художником сериала, Майклом Пиквудом, и он, по словам создателя, «более тёмный, более капризный»; новый вид ТАРДИС сделал «галерею» более доступной для процесса съёмок. Кроме того, изменилась заставка сериала — в новой заставке на краткий миг промелькнули кадры из последней серии классического сериала («Выживание») с лицом Седьмого Доктора. Также изменения коснулись и музыкальной темы. Как считают некоторые критики, она стала слегка напоминать тему другого проекта Моффата — телесериала BBC «Шерлок».
Изменения коснулись также и внешнего облика Доктора: Повелитель Времени облачился в костюм викторианской эпохи, который Смит описал «будто Доктору повстречался Артфул Доджер». Главный сценарист назвал новый облик, разработанный костюмером Говардом Бёрденом, «прогрессом», так как у Доктора «иной этап в жизни», Повелитель Времени стал более «взрослым», теперь он относится к другим более отечески. Также в «Снеговиках» имеется немало отсылок к Шерлоку Холмсу, в том числе сцена, где Доктор одевается в костюм великого сыщика. Примечательно, что прежде, чем стать Одиннадцатым Доктором, Мэтт Смит пробовался на роль Ватсона для телесериала «Шерлок».

### Кастинг
В «Снеговиках» отмечено возвращение Дженны-Луизы Коулман, ранее замеченной в эпизоде «Изолятор далеков». Коулман выбрали главным образом потому, что между ней и Смитом возникла своего рода «химия», а также потому, что она могла говорить быстрее, чем он. Актриса прослушивалась только на роль Клары, для Освин отдельного прослушивания не было, поскольку Моффат первоначально не планировал вводить данного персонажа. Создатели попросили прессу и фанатов не разглашать внешность новой спутницы Доктора до тех пор, пока не выйдет «Изолятор далеков»; впоследствии данные усилия оказались не напрасными. По заявлению Моффата, новый спутник должен привнести в сериал «иные ощущения» и привести к «новому началу» историю, в которой разные люди встречают Доктора. Смит признался, что Клара отличается от предыдущей спутницы Повелителя Времени, Эми Понд (Карен Гиллан), показавшей зрителю различные стороны личности инопланетного путешественника. Коулман описала своего персонажа как находчивую девушку, человека не из пугливых, заставившего Доктора искать ответы. Также стало известно, что Клара не начнёт путешествовать с Повелителем Времени до премьеры второй части седьмого сезона. Каждую версию своего персонажа Коулман играла с «надеждой, что клубок, в конце концов, будет распутан».
Также к своим ролям вернулись Нив Макинтош (мадам Вастра), Дэн Старки (Стракс) и Кэтрин Стюарт (Дженни Флинн). Все три персонажа ранее дебютировали в серии «Хороший человек идёт на войну» и стали очень популярными. Моффат некоторое время рассматривал идею спин-оффа, который бы рассказал об их приключениях, но не нашёл время реализовать её — вместо этого он ввёл их в сюжет «Снеговиков» и приквелы. Ричард Грант ранее участвовал в съёмках специального пародийного эпизода «Доктор Кто и проклятие неизбежной смерти» в качестве альтернативного Десятого Доктора, а также озвучил альтернативного Девятого Доктора (Шалку-Доктора) в анимационном сериале «Крик Шалки». По мнению Смита, Грант был просто «рождён, чтобы быть злодеем эпизода „Доктора Кто“». Появление актёра на съёмочной площадке «Снеговиков» вызвало многочисленные спекуляции в Интернете — начиная с того, что в полночь 5 августа 2012 года в социальной сети Twitter появилась его фотография и информация о роли. Тома Уорда пригласили потому, что того требовало качество сценария, а также потому, что многие дети, его большие поклонники, были бы очень рады его появлению в сериале. Для озвучивания Великого разума создатели привлекли сэра Иэна Маккелена. Подопечных мисс Монтегю/Клары Освин Освальд, Дигби и Франческу, сыграли дети-актёры Джозеф и Элли Дарси-Олден, действительно являющиеся братом и сестрой.

### Съёмки и работа со спецэффектами
Первоначально планировалось, что «Снеговики» станут частью четвёртого производственного блока и первым эпизодом, в котором Коулман сыграет своего персонажа; однако позднее было решено перенести начало съёмок на 6 августа 2012 года и впоследствии Коулман была задействована в съёмках более поздних эпизодов, а Моффат продолжил работать над сценарием. Первая вычитка ролей состоялась 2 августа 2012 года. Кроме того, «Снеговики» стали первым рождественским спецвыпуском, снятым в новой студии BBC, Roath Lock. Сцены, где Коулман и некоторые приглашённые звёзды действуют в обстановке викторианского Лондона, на самом деле снимались в валлийском городе Ньюпорте, а спустя две недели, 21 августа 2012 года, в Бристоле снимались викторианские сцены с участием Коулман и Смита. Многие моменты «Снеговиков», которые потребовали использования искусственного снега, были сняты 21-22 августа 2012 года в Портленд-сквер в Бристоле. Этот город был выбран потому, что там всё ещё сохранилась архитектура викторианской эпохи. Пиквуд признался, что его любимой декорацией стала лондонская улица с пабом (прообразом паба стала постройка XVI века, расположенная в Оксфорде). Все места съёмок тщательно огораживались и обильно посыпались искусственным снегом.
Стоящую на облаке ТАРДИС воспроизвели при помощи тумана на полу студии и компьютерной графики. Режиссёр Сол Мецстин признался, что самым трудным было создать нужный образ оживших снеговиков; первоначально их создали похожими на Зиппи из детской телепередачи Rainbow, но в результате они выглядели «слишком милыми», поэтому художники по спецэффектам впоследствии сделали лица снеговиков более страшными. В процессе съёмок сцены, где Доктор показывает Кларе свою машину времени, было использовано два новых приёма: первоначально камера снимала в нескольких футах от декорации, изображающей дверь и внутренний интерьер ТАРДИС — в результате у зрителя создавалось впечатление, что он смотрит сквозь дверь маленькой будки на огромное помещение — а на следующем дубле камера делала полный круг вокруг центральной консоли, чего не было замечено с ранних лет существования шоу. Сол Мецстин специально применил оба дубля, чтобы показать эффект «больше внутри, чем снаружи».

## Показ
Премьера «Снеговиков» состоялась 25 декабря 2012 года на BBC One — в Великобритании, на BBC America — в Соединённых Штатах, и Space — в Канаде; на следующий день спецвыпуск впервые транслировался на канале ABC1 — в Австралии, и Prime TV — в Новой Зеландии. Вечерние рейтинги британской премьеры показали, что спецэпизод посмотрело 7,6 миллионов зрителей, он стал шестой по популярности программой на британском телевидении. Окончательный рейтинг (не считая онлайн-просмотров) составил 9,87 миллионов зрителей (четвёртая по популярности премьера вечера), индекс оценки — 87 баллов, самый высокий показатель среди всех рождественских спецвыпусков «Доктора Кто». Онлайн «Снеговиков» посмотрело 1 467 220 пользователей сервиса BBC iPlayer, сделав их самой популярной рождественской программой. Американская премьера собрала у телеэкранов 1,43 миллиона зрителей, демографический рейтинг в возрастной категории от 18 до 49 составил 0,6.

### Критика и отзывы
«Снеговики» получили преимущественно положительные отзывы. Дэн Мартин из The Guardian назвал эту серию «лучшим рождественским спецвыпуском со времён „Рождественского вторжения“», считая, что она стала первой «фактически страшной» историей и «в ней было всё, что нам нравится в „Докторе Кто“ и Рождестве». Его похвалы удостоились Клара, а также Вастра, Дженни и Стракс Мэтт Ризли из IGN дал спецвыпуску оценку 9.4 из 10, описав его как «весёлый, захватывающий мастер-класс по рассказыванию историй», который «свежо» обошёлся без традиционной рождественской атрибутики, сделав акцент на «блестящих диалогах, великолепных декорациях и захватывающих воображение персонажах». Несмотря на то что он назвал Гранта и Маккелена «несостоявшимися злодеями», ему понравились все персонажи, в особенности «непредсказуемая» Клара в исполнении Коулман Рецензент Radio Times Патрик Малкерн положительно оценил возвращение Великого разума (хотя он и нашёл несколько логических расхождений в его временной последовательности), «прекрасную графику» и режиссуру спецэпизода, но при этом, по его мнению, новая музыкальная тема «стала звучать менее угрожающе». Несмотря на то что он похвалил Клару, «её смерть не тронула» его, поскольку «явным ляпом» выглядело то, что тело девушки как будто не пострадало от падения.
Критик из SFX, Ник Сечфилд, дал «Снеговикам» четыре с половиной звезды из пяти, написав, что «сила эмоций снова спасла положение», что соответствовало многочисленным историям и сказкам, на которые ссылается спецвыпуск. Похвалы рецензента удостоились «потрясающие» комичные моменты с участием Стракса, Коулман и «на удивление слабым» Грантом, а также новая заставка и изменения в облике ТАРДИС. В то время как, по его мнению, встреча с Великим разумом было чем-то большим, чем простое «Так, мы снова это сделали! Тадам!», Сечфилд посчитал, что персонажу «не хватает и никогда не будет хватать рельефности». Нила Дебнат из The Independent написала. что «Снеговики» намного лучше своего предшественника, «Доктора, вдовы и платяного шкафа», так как они связаны с основной сюжетной аркой первой части сезона, но при этом «ему есть ещё куда расти, чтобы достигнуть уровня „Рождественской песни“». Несмотря на «приятные» ощущения, критик призналась, что «история выглядит усечённой и скоротечной».
Джон Купер, пишущий для The Mirror, похвалил игру Коулман и новую сторону Доктора, а также сравнил отношения между Кларой и Повелителем Времени с тем, как Роза Тайлер (Билли Пайпер) бросила вызов Девятому Доктору (Кристофер Экклестон). Однако, с его точки зрения, история, замечательная своими персонажами, имеет слабый сюжет, который «подобно классическому „Доктору Кто“ страдает от множества необъяснённых моментов и клише». По мнению рецензента, спецэпизод не мог ничего предложить случайному зрителю, зато поклонникам сериала он сделал огромный подарок как раз к 50-летней годовщине. Доминик Кавендиш, рецензент из The Daily Telegraph, будучи разочарованным тем, что спецэпизод не столько страшный, сколько раздутый, дал «Снеговикам» лишь три звезды. Несмотря на то что он похвалил игру Смита и ТАРДИС на облаке, Кавендиш раскритиковал образ Стракса и «похожий на судоку» сценарий.
В 2013 году спецвыпуск был номинирован на премию «Хьюго» за лучшую постановку (малая форма) вместе с эпизодами «Изолятор далеков» и «Ангелы захватывают Манхэттен», однако проиграл серии «Игры престолов» под названием «Черноводная».

### DVD-издание
19 октября 2015 года все вышедшие на тот момент рождественские спецвыпуски возрождённого сериала «Доктор Кто», в том числе и «Снеговики», были объединены и выпущены в виде специального DVD-издания Doctor Who — The 10 Christmas Specials.

## Саундтрек
21 октября 2013 года компанией Silva Screen Records был выпущен диск, на котором была собрана вся музыка из рождественских спецвыпусков «Доктор, вдова и платяной шкаф» и «Снеговики».

### Комментарии
1. ↑  Доктор признаёт, что раньше не слышал такой формулировки. Причина кроется в том, что традиционной фразой является: «Она больше внутри, чем снаружи»
2. ↑  На протяжении сюжета само сознание не называло себя Великим разумом (только просто Разумом), это словосочетание встречается лишь в названии предприятия доктора Симеона
3. ↑  Так как, скорее всего, в «Снеговиках» произошла первая встреча Великого разума c Доктором

### Критика
- Martin, Dan. Doctor Who: The Snowmen – Christmas special 2012. The Guardian (29 сентября 2012). Дата обращения: 26 декабря 2012. Архивировано 2 сентября 2013 года.
- Risley, Matt. Doctor Who: "The Snowmen" Review. IGN (25 декабря 2012). Дата обращения: 26 декабря 2012. Архивировано 2 сентября 2013 года.
- Mulkern, Patrick. Doctor Who – The Snowmen review. Radio Times (25 декабря 2012). Дата обращения: 26 декабря 2012.
- Setchfield, Nick. Doctor Who "The Snowmen" Review. SFX (25 декабря 2012). Дата обращения: 26 декабря 2012.
- Neela Debnath. Review of Doctor Who 'The Snowmen'. The Independent (25 декабря 2012). Дата обращения: 26 декабря 2012. Архивировано из оригинала 28 декабря 2012 года.
- Cooper, Jon. Doctor Who review: The Snowmen Christmas special was full of nods to the past while also celebrating the present and also looking forward to the 50th anniversary future. Daily Mirror (25 декабря 2012). Дата обращения: 26 декабря 2012.
- Cavendish, Dominic. Doctor Who: The Snowmen, BBC One, review. The Daily Telegraph (25 декабря 2012). Дата обращения: 26 декабря 2012.